# Adlan Bisultanov
Adlan Delimbekovič Bisultanov (* 15. srpna 1989) je ruský zápasník – judista čečenské národnosti.

## Sportovní kariéra
Se sambem/judem začínal v čečenském Argunu. Připravuje se pod vedením Ibragima Ajubova a Ramzana Achmarova v policejním tréninkovém centru VFSO Dinamo. V ruské mužské judistické reprezentaci se prosazuje od roku 2013 v polotěžké váze do 100 kg. V roce 2016 se kvalifikoval na olympijské hry v Riu, ale v ruské olympijské nominaci musel ustoupit Tagiru Chajbulajevovi.

### Vítězství na mezinárodních turnajích
- 2013 - 1x světový pohár (Samsun)
- 2014 - 1x světový pohár (Záhřeb)
- 2015 - 1x světový pohár (Baku)
- 2016 - 1x světový pohár (Záhřeb)
- 2017 - 1x světový pohár (Antalya)

## Výsledky
| Turnaj             | 2011           | 2012           | 2013           | 2014           | 2015           | 2016           |
| Turnaj             | 22             | 23             | 24             | 25             | 26             | 27             |
| Turnaj             | polotěžká váha | polotěžká váha | polotěžká váha | polotěžká váha | polotěžká váha | polotěžká váha |
| ------------------ | -------------- | -------------- | -------------- | -------------- | -------------- | -------------- |
| Olympijské hry     |                | —              |                |                |                | —              |
| Mistrovství světa  | —              |                | —              | —              | úč.            |                |
| Evropské hry       |                |                |                |                | —              |                |
| Mistrovství Evropy | —              | —              | 7.             | 3.             | —              | úč.            |
| ME do 23 let       | 1.             |                |                |                |                |                |